# Surinams distrikt
Surinam är indelat sedan 1980 i tio distrikt (distrikten).
| Distrikt   | Invånare   | Yta         | Kommuner (ressorten) | Huvudstad       |
| ---------- | ---------- | ----------- | -------------------- | --------------- |
| Brokopondo | 8.340      | 7.364 km²   | 6                    | Brokopondo      |
| Commewijne | 25.200     | 2.353 km²   | 6                    | Nieuw Amsterdam |
| Coronie    | 3.480      | 3.902 km²   | 3                    | Totness         |
| Marowijne  | 20.250     | 4.627 km²   | 6                    | Albina          |
| Nickerie   | 41.080     | 5.353 km²   | 5                    | Nieuw Nickerie  |
| Para       | 15.120     | 5.393 km²   | 5                    | Onverwacht      |
| Paramaribo | 213.840    | 183 km²     | 14                   | Paramaribo      |
| Saramacca  | 13.600     | 3.636 km²   | 6                    | Groningen       |
| Sipaliwini | 35.303     | 130.567 km² | 6                    | Paramaribo      |
| Wanica     | 88.468 ab. | 442 km²     | 7                    | Lelydorp        |